# Bastflugor
Bastflugor (Strongylophthalmyiidae) är en familj av tvåvingar. Bastflugor ingår i ordningen tvåvingar, klassen egentliga insekter, fylumet leddjur och riket djur.
Familjen innehåller bara släktet Strongylophthalmyia.